# Contessa Entellina
Contessa Entellina (in Arbëresh, IPA: [ar'bəreʃ]: Kundisa; sizilianisch Cuntissa) ist eine Stadt der Metropolitanstadt Palermo in der Region Sizilien in Italien mit 1473 Einwohnern (Stand 31. Dezember 2023).

## Lage und Daten
Contessa Entellina liegt 75 km südlich von Palermo. Die Einwohner arbeiten hauptsächlich in der Landwirtschaft.
Die Nachbargemeinden sind Bisacquino, Campofiorito, Corleone, Giuliana, Monreale, Poggioreale (TP), Roccamena, Salaparuta (TP), Sambuca di Sicilia (AG) und Santa Margherita di Belice (AG).
Nachdem der Bahnverkehr nach Contessa Entellina 1959 eingestellt wurde, ist die Stadt heute nur noch auf der Straße zu erreichen.

## Geschichte
Der Ort war bereits im 8. Jhrd. v. Chr. von Elymern bewohnt und gehörte zum Einflussgebiet des Karthagischen Reiches. 

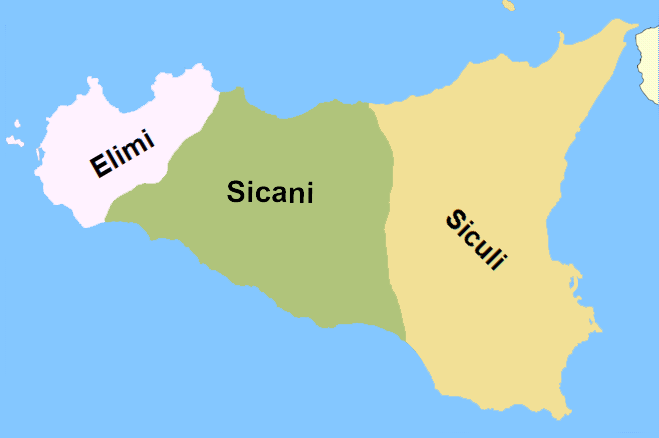
Ungefähres Gebiet der Elymer (Elimi) auf der Insel Sizilien z. Z. der Griechischen Kolonisation

Der moderne Ort wurde 1450 von den Arbëresh gegründet. Bereits vor dieser Zeit siedelten hier die Griechen. 1875 wurde dem Namen Contessa in Erinnerung an die antike Stadt Entella der Zusatz Entellina hinzugefügt. Entella befand sich in der Nähe der heutigen Gemeinde und wurde 1224 zerstört. 1968 wurden 90 % des Ortes bei einem Erdbeben zerstört.

## Weinbau
Das Weinbaugebiet in Contessa Entellina bringt DOC-Weine hervor, die ihre „kontrollierte Herkunftsbezeichnung“ seit 1993 haben. Diese wurde zuletzt am 7. März 2014 aktualisiert.
Die Weine mit der Bezeichnung Contessa Entellina DOC werden als folgende Weintypen produziert: Rot-, Rosé- und Weißweine sowie Weine mit den Prädikaten „Riserva“ oder „Vendemmia tardiva“ (Spätlese).

## Sehenswürdigkeiten

### Im Ort
- Kirche San Nicolo di Mira, erbaut im 16. Jahrhundert
- Rathaus an der Piazza Umberto I.
- Kirche Santa Maria delle Grazie, erbaut im 16. Jahrhundert

### In der Umgebung
- Felsen Rocca d’Entella mit Ausgrabungsstätten
- Ruine des Calatamauro-Kastell aus byzantinischer Zeit

## Söhne und Töchter der Stadt
- Nicola Chetta (1742–1803), Dichter und Schriftsteller der Arbëresh
- Giuseppe Schirò (1846–1927), italo-albanischer Geistlicher, Titularerzbischof der römisch-katholischen Kirche
- Vincent Scramuzza (1886–1956), Althistoriker
- Giuseppe Schirò (1905–1984), Byzantinist und Albanologe
- Bino (1953–2010), Schlagersänger